# Acacia ephedroides
Acacia ephedroides é uma espécie de leguminosa do gênero Acacia, pertencente à família Fabaceae.